# Zemětřesení v Rumunsku 1977
Zemětřesení v Rumunsku 1977 bylo zemětřesení, které postihlo večer 4. března 1977 především oblast východního a centrálního Rumunska a město Svištov, které se nachází na severu Bulharska. Zemětřesení mělo sílu zhruba 7,2 a bylo tak druhým nejsilnějším zemětřesením v Rumunsku ve 20. století. Epicentrum otřesu se nacházelo ve Vranceaji, která je nejvíce seismickou oblastí v Rumunsku.
Při otřesu zemřelo kolem 1578 lidí v Rumunsku (1424 lidí v Bukurešti) a 120 lidí v Bulharsku ve městě Svištov. Další dva lidé zemřeli v Moldavsku. Tento otřes je nejsmrtelnějším známým zemětřesením v historii Rumunska.